# シャイフ
シャイフまたはシェイフ（アラビア語: شيخ）は、部族の長老、首長、崇拝される賢人、知識人あるいは教師であるウラマーを意味するアラビア語である。英語では、シークまたはシェイク（Sheik , Shaykh , Sheikh）などと発音・表記される。シャイフの娘や妻は、しばしばシャイハまたはシェイハ（アラビア語: شيخة shaykha/sheykha）、英語ではシェイカー（Sheikhah）と呼ばれる。

## 解説
もともと正則アラビア語（フスハー）での意味は「年をとった人」であり、クルアーン（コーラン)でも同様の意味で使われている言葉である。「高位の年長者、指導者」という意味が含まれ、のちには「リーダー」「貴族」といった意味を表す称号となり、特にアラビア半島では、20世紀には「シャイフ」はベドウィンの部族のリーダーの伝統的称号となった。
南アジアでは、アラブ系の人を指す。
「シャイフ」の称号を使うのは、ムスリムだけではない。アラブ人のキリスト教徒もまた宗教とは関係なく、「長老」の意味で使う。「シャイフ」の意味や使用法は、「年老いた人」を意味するラテン語の「senex」と類似している。「senex」からは英語の「senator（議員）」という言葉も生まれている。「シャイフ」はまたイスラーム法のさまざまな学者、例えばイスラーム法学者であるファキーフ（فقيه faqīh）、ファトワーを表明できる権威ある法学者であるムフティー（مفتي muftī）、ハディース学者であるムハッディス（محدّث muḥaddith）などの尊称としても使用される。 
スーフィズムの神秘主義教団（タリーカ طريقة ṭarīqa)で｢シャイフ｣は、一般の修道者たち（スーフィー、ファキール、ダルヴィーシュなど）を教え導くことを命令によって認可された、年長のスーフィーに対する敬称である。「シャイフ」の原義「歳をとった人」と同様の意味を持つペルシア語「ピール」（پير pīr）も、アナトリアやイラン、中央アジア地域のターリカにおいて長老格の高位の指導者の尊称として使われている。オスマン帝国の軍人ピーリー・レイースの「ピーリー」の場合は、ターリカとは別に「高位の年長者、指導者」としての意味の「ピール」から派生した尊称である。
ペルシア湾周辺では、高い地位にあるマネージャー、裕福なビジネス主、地域支配者など、尊敬される男性に対して使われる。
例を挙げると、クウェートのアル・サバーハ王朝の支配者に対する称号として、ヨーロッパ人は「シェイク｣を使ったが、実際には君主制の名称は「ハーキム」(アラビア語で「支配者｣の意)が1961年の6月19日まで使われていた。この日クウェートがイギリスから独立してアラブ連盟に加盟すると、称号は「アミール」が採用された。「アミール｣の称号はバーレーンやカタールでも採用されている。実際この称号は、湾岸周辺の王族のすべての男性に使用される。
本来、これらの「ハーキム」や「アミール」という称号は、イスラーム帝国時代からカリフやスルターンといった中央政権の君主たちが、地方支配のための各都市や地域の首長として麾下の将軍（アミール）たちなどを派遣し、地方総督（ハーキム）などに任命していてことが根幹にあり、あるいは帰順した地方在来の勢力の首長らにこれらアミールやハーキムといった称号を下して来たことに由来している。これら湾岸周辺地域にアミールやハーキムの称号が使われたのはオスマン朝やサファヴィー朝などがこれらの称号を下していたことに起因している。そのため「シャイフ」と、「ハーキム」「アミール」とは称号の起源としてはやや異なっている。
｢シャイフ｣という言葉はアフリカのイスラム地区の一部、エチオピア帝国ではイスラム系のベラ・シャンガル(Bela Shangul)の世襲の支配者に対して、あるいはウールー(Wollo)やティグレ(Tigray）、エリトリアの著名なムスリムに対して使われる。
「シャイフ｣の称号は、しばしば略式には学者への宛名に、敬意を表するため使われる。